# Öjersjö
Öjersjö är en bebyggelse i Partille kommun i Västra Götalands län. SCB avgränsade här till 2023 en tätort. Vid SCBs avgränsning 2023 klassades bebyggelsen som sammanväxt med tätorten Mölnlycke.
Öjersjö ligger vid Stora Kåsjön intill Knipeflågsbergens naturreservat vilket i sin tur gränsar till Delsjöområdets naturreservat. Öjersjös höjd över havet, cirka 110-120 meter, gör att vintrarna ibland blir något rikare på snö jämfört med övriga lägre delar av kommunen. 

## Ortnamnet
Ursprunget till namnet Öjersjö har varken något med en sjö eller Kåsjön att göra. Det står för Øiars röjning (Öiersridt 1530). En nybyggare vid namn Øiar röjde av mark i området under 1400-talet för att skapa sig en boplats. Efter alla år har namnets ursprung glömts bort och ordet sjö har istället smugit sig in i ortnamnet. Öjersjö har troligtvis tidigare kallats för Öjarsröj. Namnets ursprung, Öjar, har emellertid tagits upp vid namngivningen av Örjansvägen.

## Historia
En särskild typ av kulturlandskap hittar man i Öjersjö. Här skiljer sig landskapet från de mer bördiga dalarna och här kan man se spår efter hur det var att bedriva jordbruk i skogstrakter. Sten- och odlingsrösen, som finns kvar, vittnar om den möda som det kostade att bruka jorden. Byn Öjersjö etableras under 1500- och 1600-talen. På 1500-talet bestod byn av sex gårdar som senare delades upp till tolv. Ett par soldattorp har också funnits i trakten. Under 1800-talet var Öjersjö också beryktat som tillhåll för rövare. Från Hålsjön togs is vintertid som såldes och gav upphov till en isfabrik som var verksam fram till 1979. Verksamheten har gett namn till busshållplatsen och området Isfabriken.
Öjersjös första sommarhus, Karlslund vid Stora Hålsjön, byggdes 1812 men det var först under 1920-talet som området i större utsträckning började bebyggas med sommar- och fritidshus. Vid Karlslund uppehöll sig Johan Anders Wadman på 1800-talet. 1887 uppfördes Öjersjö skola som finns bevarad som skolmuseum.
Öjersjö var därefter ett skogbevuxet och rent sommarstugeområde för Göteborgs medelklass. Ett byggnadsförbud infördes 1938 då avloppsfrågan inte var löst i Öjersjö. 1947 hotades Partille kommun med vite om inte VA-frågan i Öjersjö löstes.  1959 fastställdes en byggnadsplan för Öjersjö. Planen fastslog att fritidsbostäder skulle byggas i området, dels för att bevara områdets natur men också då det ansågs svårt att bygga ett VA-nät. Området ansågs också ligga för långt ifrån kommunal service. 
På 1970-talet fortsatte intresset för att bygga helårsbostäder utan att byggnadsplanen ändrades för att tillåta detta. Tidigare fritidshusområden blev med tiden villaområden, sommarstugor byggdes om till permanentboende eller revs till förmån för nybyggnation av villor. 1980 antogs en områdesplan för att tillåta byggandet av helårsbostäder i området. 1982 beslutades om en stadsplan för Öjersjö. Under 1980-talet tilltog nybyggnationen av villor, vilket gjorde att det idag på 2010-talet finns knappt några sommarstugor kvar. Ett centrum skapades med skola och barnomsorg. 
2012 invigdes Öjersjökyrkan.

### Befolkningsutveckling
| Befolkningsutvecklingen i Öjersjö 1990–2020 | Befolkningsutvecklingen i Öjersjö 1990–2020 | Befolkningsutvecklingen i Öjersjö 1990–2020 | Befolkningsutvecklingen i Öjersjö 1990–2020 | Befolkningsutvecklingen i Öjersjö 1990–2020 |
| ------------------------------------------- | ------------------------------------------- | ------------------------------------------- | ------------------------------------------- | ------------------------------------------- |
|                                             |                                             |                                             |                                             |                                             |
| År                                          |                                             |                                             | Folkmängd                                   | Areal (ha)                                  |
| 1990                                        | 1990                                        |                                             | 1 343                                       | 91                                          |
| 1995                                        | 1995                                        |                                             | 2 252                                       | 120                                         |
| 2000                                        | 2000                                        |                                             | 2 690                                       | 130                                         |
| 2005                                        | 2005                                        |                                             | 2 739                                       | 137                                         |
| 2010                                        | 2010                                        |                                             | 3 543                                       | 193                                         |
| 2015                                        | 2015                                        |                                             | 4 394                                       | 258                                         |
| 2020                                        | 2020                                        |                                             | 4 821                                       | 267                                         |
| Anm.: Ny tätort 1990                        |                                             |                                             |                                             |                                             |

## Samhället
Enligt Partille kommuns bostadsförsörjningsprogram från 2012 har "Öjersjö sedan 1980-talet varit kommunens viktigaste utbyggnadsområde för bostäder. Området är attraktivt och efterfrågan stor. Området präglas företrädesvis av småhus men bostadsutformningarna är blandade vilket upplevs vara attraktivt. Här ﬁnns både villor och radhus som ger ett gott utbud. Öjersjö förväntas växa ytterligare under en lång period av år. För fortsatt exploatering inom Öjersjö planeras studier av framtida något tätare bebyggelsestrukturer och planprogram genomföras."
Under åren 2006-2010 byggdes det flera nya villor i anslutning till Stora Hålsjöns strand samt i närheten av golfbanan. Ett annat område med ny bebyggelse planeras vid Lilla Hålsjön. Befolkningen har genom den relativt kraftiga expansionen i Öjersjö ökat med nästan 30 procent från år 2005 till år 2010 (från 2 739 till 3 543).
I Öjersjö barn- och utbildningsområde finns skolorna Öjersjö Storegård och Öjersjö Brunn med tillhörande förskolor för barn mellan ett och 16 år. Cirka 600 elever går på F-9-delen. Det finns även en integrerad särskola.

## Kommunikationer
Öjersjö ligger i östra delen av Storgöteborg, ungefär mitt emellan E20 och riksväg 27/40. Till centrala Göteborg är det cirka 15 km. Bussförbindelser finns med bl.a. Göteborg (ca 15-20 min till Lisebergs station), Landvetter och Partille. Avståndet till Landvetter flygplats är cirka 14 km.

## Natur
Vandringsleden Vildmarksleden passerar Öjersjö. Leden kommer från Hindås och går västerut till Öjersjö och norr om Kåsjön till Skatås i Göteborgs kommun. På sträckningen till Skatås är den gemensam med Bohusleden. Badplats finns vid Kåsjön. Vid Öjersjö finns även Partille Golfklubb med en skogsbana anlagd 1988 och ombyggd 2008.